# West Side Story (film, 1961)
A West Side Story – minden idők legtöbb Oscar-díjjal kitüntetett musicalje – 1962-ben, a 34. Oscar-gálán taszította le a korábbi első helyezettet, a Gigit trónjáról a maga 10 szobrocskájával. Azonban ezzel az eredménnyel nemcsak a musical műfajában versenyképes a Jerome Robins és Robert Wise által jegyzett mű, hiszen a mai napig mindössze három film (Ben-Hur, Titanic, A Gyűrűk Ura: A király visszatér) nyert ennél több (11) Oscar-díjat.

## Cselekmény
A történet New York West Side negyedében játszódik, ahol két egymással rivalizáló banda szeretné megszerezni a környék feletti egyeduralmat. A Jets, a második generációs amerikai tinikből álló banda és a Puerto Ricó-i immigráns fiatalok bandája, a Cápák közötti feszültség a végsőkig fokozódott. Mindennaposak az utcai összetűzések, és kitörni készül a bandaháború. A két banda vezetői találkozóra készülnek, ahol megbeszélhetik egy utolsó nagy összecsapás részleteit. A győztes mindent visz – ez a jelszó. Csakhogy a szerelem beleavatkozik az eseményekbe. A Jets egyik alapítója, Tony ugyanis szemet vetett a Cápák vezetője, Bernardo gyönyörű húgára, Mariára. Szerelmük azonban – akárcsak Rómeó és Júlia történetében – tragédiába torkollik.

## Szereplők
| Szereplő         | Színész         | Magyar hang     |
| ---------------- | --------------- | --------------- |
| Tony             | Richard Beymer  | Kalocsay Miklós |
| Maria            | Natalie Wood    | Zsurzs Kati     |
| Bernardo         | George Chakiris | Juhász Jácint   |
| Riff             | Russ Tamblyn    | Harsányi Gábor  |
| Schrank hadnagy  | Simon Oakland   | Kránitz Lajos   |
| Anita            | Rita Moreno     | Felföldi Anikó  |
| Doki             | Ned Glass       | Molnár Tibor    |
| Krupke biztos úr | William Bramley | Konrád Antal    |
| Pepe             | Jay Norman      |                 |

## Díjak és jelölések

### Díjak
Oscar-díj (1962)
- díj: a legjobb film (Robert Wise)
- díj: a legjobb rendező (Robert Wise, Jerome Robbins)
- díj: legjobb operatőr (Daniel L. Fapp)
- díj: legjobb férfi mellékszereplő (George Chakiris)
- díj: legjobb női mellékszereplő (Rita Moreno)
- díj: legjobb látványtervezés/díszlet (Victor A. Gangelin, Boris Leven)
- díj: legjobb eredeti filmzene (Irwin Kostal, Sid Ramin, Johnny Green, Saul Chaplin)
- díj: legjobb jelmeztervezés (Irene Sharaff)
- díj: legjobb vágás (Thomas Stanford)
- díj: legjobb hangkeverés (Fred Hynes, Gordon Sawyer)
- jelölés: legjobb adaptált forgatókönyv (Ernest Lehman)

Golden Globe-díj (1962)
- díj: legjobb komédia vagy musical
- díj: legjobb férfi mellékszereplő (George Chakiris)
- díj: legjobb női mellékszereplő (Rita Moreno)
- jelölés: legjobb rendező (Robert Wise, Jerome Robbins)